# Depot von Nové Zámky
Das Depot von Nové Zámky (auch Hortfund von Nové Zámky) ist ein Depotfund der frühbronzezeitlichen Aunjetitzer Kultur aus Nové Zámky, einem Ortsteil von Křinec im Středočeský kraj, Tschechien. Es datiert in die Zeit zwischen 2000 und 1800 v. Chr. Das Depot befindet sich heute im Museum von Poděbrady.

## Fundgeschichte
Das Depot wurde vor 1940 bei Meliorationsarbeiten unterhalb des ehemaligen Burgwalls entdeckt. Die genaue Fundstelle ist unbekannt.

## Zusammensetzung
Das Depot besteht aus zwei bronzenen massiven Ovalringen. Es handelt sich um zwei Paare, die in zwei unterschiedlichen Gussformen gefertigt wurden. Bei allen vier Stücken sind deutliche Gussnähte erkennbar. Ein Ringpaar weist verdünnte Enden mit einem Grillmuster auf, das andere gerippte Enden.